# Lepidurus batesoni
Lepidurus batesoni – przekopnica z rodzaju Lepidurus występująca w Rosji. Gatunek jest bardzo słabo poznany, a obecnie uważa się, że może być wymarły.